# Pulianas
Pulianas ist eine Gemeinde in der Provinz Granada im Südosten Spaniens mit 5.628 Einwohnern (Stand: 2024). Die Gemeinde liegt in der Comarca Vega de Granada.

## Geografie
Die Gemeinde grenzt an die Gemeinden Alfacar, Granada, Güevéjar, Jun, Maracena und Peligros. Der Ort liegt in der Region La Campana Granadina („Die Glocke von Granada“).

## Geschichte
Die Geschichte der Stadt ist eng mit der von Granada verbunden, dessen Vorort sie heute ist.